# Disheptaeder

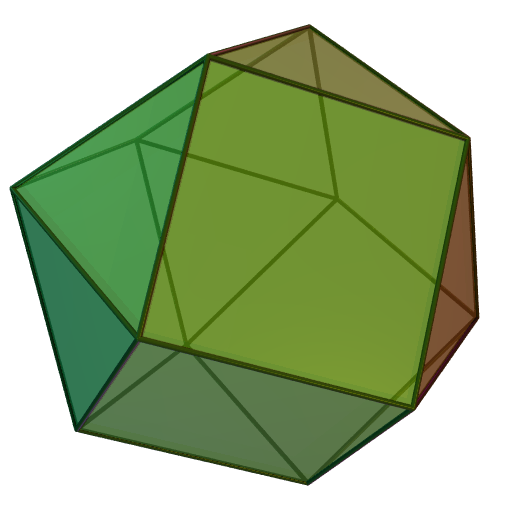
Ein Disheptaeder

Ein Disheptaeder (auch Antikuboktaeder) ist ein Polyeder, das aus denselben Flächen wie das Kuboktaeder, also denen eines Hexaeders (Kubus) und eines Oktaeders, besteht. In dem Alternativnamen (Anti-Kubooktaeder) stecken entsprechend die Wörter Kubus und Oktaeder. Des Weiteren ist es als Johnson-Körper J27 (Dreiecksdoppelkuppel bzw. verdrehtes Kuboktaeder) bekannt.
Der Dualkörper des Disheptaeders ist die Voronoi-Zelle einer Kugel in der hexagonal dichtesten Kugelpackung des Typs AB und füllt den Raum als Element einer Parkettierung vollständig, wie auch ihr Gegenstück, das Rhombendodekaeder, das die Voronoi-Zelle für die Kugelpackung Typ ABC und der Dualkörper des Kuboktaeders ist.

## Beschreibung
Man erhält ein Disheptaeder aus einem Kuboktaeder durch Schnitt entlang der Ebene, die eine umlaufende Kante zwischen Hexaeder und Oktaederflächen bildet, und anschließende Verdrehung beider Hälften um 180° gegeneinander. Dadurch besitzen im Disheptaeder jeweils 3 Gruppen von je 2 Hexader- und 2 Oktaeder-Flächen eine gemeinsame Kante. Die vorherige Schnittebene wird zu einer Spiegelebene des Körpers.
Mit 14 Flächen (8 gleichseitige Dreiecke und 6 Quadrate), 12 Ecken und 24 Kanten gleicher Länge wird der eulersche Polyedersatz {\displaystyle e+f-k=2} genau wie beim Kuboktaeder erfüllt.

## Formeln

Körpernetz eines Disheptaeders

| Größen eines Disheptaeders mit Kantenlänge a | Größen eines Disheptaeders mit Kantenlänge a       |
| -------------------------------------------- | -------------------------------------------------- |
| Volumen                                      | {\displaystyle V={\frac {5}{3}}\,a^{3}{\sqrt {2}}} |
| Oberflächeninhalt                            | {\displaystyle A_{O}=2a^{2}(3+{\sqrt {3}})}        |
| Umkugelradius                                | {\displaystyle \,R=a}                              |
| Kantenkugelradius                            | {\displaystyle r={\frac {a}{2}}{\sqrt {3}}}        |
| 3D-Kantenwinkel = 120°                       | {\displaystyle \cos \,\gamma =-{\frac {1}{2}}}     |

## Vorkommen
Das Disheptaeder findet in der Strukturchemie und Kristallographie als Koordinationspolyeder (z. B. in der hexagonal dichtesten Kugelpackung hcp) Verwendung. Die zugehörige Koordinationszahl ist (genau wie beim Kuboktaeder) 12; der Grenzradienquotient ist ebenfalls 1.